# Renault 3

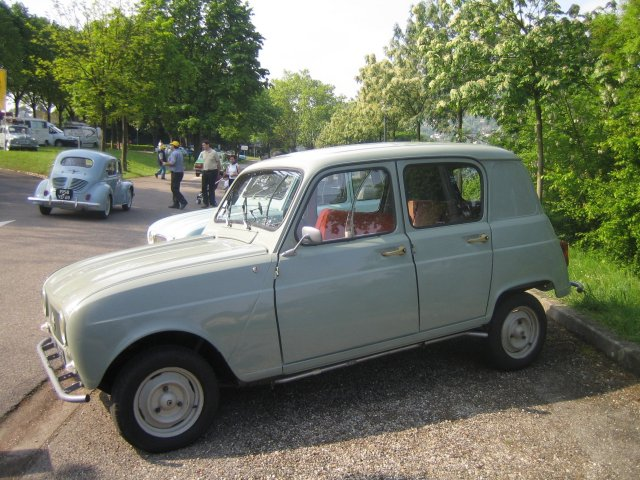
Renault 3.

Renault 3 var en bilmodell från Renault som tillverkades 1961-62. Den lanserades samtidigt som sin systermodell, Renault 4, vilken var en mer utrustad bil. Renault 3 hade bland annat en mindre motor med en slagvolym på 603 cm³. Prisskillnaden mot den bättre utrustade R4 var marginell och R3 sålde därför inte så bra.